# Manuel Márquez Sterling
Carlos Manuel Agustin Márquez Sterling y Loret de Mola (Lima, 28 agosto 1872 – L'Avana, 9 dicembre 1934) è stato un politico, giornalista e scacchista cubano.
Iniziò la sua carriera giornalistica a 16 anni scrivendo per El Pueblo ed El Camagüeyano, quest'ultimo fondato dal padre. 
Fu ambasciatore presso il Messico, vivendo i tragici giorni di scontri che portarono alla deposizione del Presidente Francisco Madero al fianco di quest'ultimo. I suoi reportage della rivoluzione messicana, in particolare di quei giorni, furono poi pubblicati nel libro Los Últimos días de Madero.
Il 18 gennaio 1934 accettò di ricoprire, per appena sei ore (dalle 6:00 alle 12:00), la carica di presidente, per impedire il vuoto di potere in seguito alle dimissioni di Carlos Hevia.
Dopo pochi mesi fu nominato ambasciatore presso gli Stati Uniti d'America. Fiero oppositore dell'Emendamento Platt, portò a conclusione la discussione sul "Trattato di Relazioni", che abrogava larga parte di quel provvedimento.
Manuel Márquez Sterling fu anche un forte giocatore di scacchi. Partecipò ad alcuni campionati di Cuba e del Messico e nel 1900 prese parte al grande Torneo di Parigi. Tuttavia in un torneo così forte (vinse il campione del mondo Emanuel Lasker davanti a uno stuolo di grandi campioni) dovette accontentarsi del 16º posto su 17 giocatori.